# BYD ebus
Der BYD ebus (auch: BYD electric bus) ist ein Stadtbus in verschiedenen Ausbauversionen des chinesischen Herstellers BYD Auto. Er ist ein reiner Batteriebus und der weltweit erste mit Lithium-Eisenphosphat-Akku. Seit dem Beginn der Fertigung im Jahre 2010 bis Anfang 2022 wurden über 70.000 Elektrobusse ausgeliefert; damit ist er der weltweit meistverkaufte Elektrobus. Die größte europäische BYD-ebus-Flotte verkehrt in den Niederlanden. Seit 2016 wird er in London auch als Doppeldeckerbus eingesetzt.

## Geschichte
Am 30. September 2010 verließ der erste BYD ebus (unter der Bezeichnung K9) die Produktionsstätte.
Der erste medienwirksame Einsatz des Modells erfolgte 2011 anlässlich der internationalen Sommer-Universiade 2011 in Shenzhen. Die eingesetzten 200 Busse werden seither im regulären Liniendienst der Stadt verwendet. Heute werden Elektrobusse dieses Typs in einer Vielzahl weiterer Städte Chinas eingesetzt.
Im Januar 2013 erteilte die EU für den BYD ebus ein Whole Vehicle Type-Approval, das neben der Konformitätserklärung den Verkauf in allen EU-Mitgliedsländern ermöglicht, ohne weitere Zulassungen von jedem Mitgliedsland einzuholen. Der erste ausschließlich mit Batteriebussen betriebene Liniendienst in Europa wurde in den Niederlanden eingerichtet: Seit Anfang 2013 verkehren sechs BYD-Busse auf der ansonsten weitgehend autofreien Insel Schiermonnikoog. Eine größere Elektrobusflotte in Europa ist auf dem Amsterdamer Flughafen Schiphol unterwegs: 35 BYD-Batteriebusse verkehren als Vorfeldbus zwischen Terminal und Flugzeug. Da der Einsatz keine hohe Reichweite benötigt, konnten kleinere Akkumulatoren eingebaut und so die Passagierzahl erhöht werden. Für jeden Bus steht eine Ladestation bereit, die über nahegelegene Sonnenkollektoren gespeist wird. Bei der öffentlichen Ausschreibung im Jahre 2013 konnte sich BYD gegen renommierte europäische Hersteller durchsetzen.
Im Mai 2014 meldete BYD eine Bestellung von 2000 eBussen und 1000 eTaxis für die chinesische Stadt Hangzhou.
Im Oktober 2014 wurde auf einer Ausstellung in der texanischen Stadt Houston der BYD ebus als 18 Meter langer Gelenkbus vorgestellt. Das Fahrzeug bietet Platz für 125 Fahrgäste.
Im Jahr 2015 konnte BYD etwa 6000 ebus weltweit verkaufen.
Die ersten Doppeldecker-Batteriebusse auf Basis des BYD ebus verkehren seit dem 16. März 2016 im Liniendienst der Londoner Verkehrsbetriebe Transport for London. Bis zur Vorstellung des Modells hielten Experten Doppeldeckerbusse unter anderem aufgrund ihres hohen Gewichts für ungeeignet für den Elektroantrieb. Die Stadt plant, bis 2020 rund 300 dieser Fahrzeuge, die in ihrer typischen roten Farbe als ein Wahrzeichen Londons gelten, zu beschaffen.
Ebenfalls in London wurde im September 2016 die bisher größte Flotte elektrischer Busse eingeweiht. Seither verkehren auf zwei Linien 51 Batteriebusse. Die Fahrzeuge werden in Schottland montiert. Dabei liefert BYD das Fahrgestell sowie den Antrieb (vom Typ BYD ebus) und der schottische Omnibusbauer Alexander Dennis Ltd. den Aufbau. Auf den beiden Linien werden jährlich rund sieben Millionen Passagiere befördert. Wie andere Großstädte plant London, Dieselbusse wegen ihrer gesundheitsschädlicher Belastung durch Stickoxide und Lärm aus dem Innenstadtbereich zu verbannen.
Mitte des Jahres 2016 erhielt BYD Auto einen Großauftrag zur Lieferung von 2000 ebus für den ÖPNV der Stadt Shenzhen. Der Auftrag hat einen Wert von rund ¼ Mrd. US-Dollar. Die 12-Millionen-Stadt plant, den gesamten Linienverkehr, der überwiegend noch mit umweltbelastenden Dieselbussen durchgeführt wird, auf Elektrobusse umzustellen.
BYD lieferte im Mai 2017 in die USA einen Batteriebus mit 18 Metern Länge und einer 547-kWh-Batterie, mit welcher der Bus 440 km Reichweite hat. Der Bus kann bis zu 60 Personen transportieren. Der Akku des Busses kann innerhalb von zwei bis drei Stunden wieder aufgeladen werden. BYD eröffnete 2017 die erste europäische Elektrobus-Fabrik in Komárom im Norden Ungarns. Dort sollen künftig bis zu 400 Elektrobusse pro Jahr nur für den europäischen Markt gefertigt werden.
Im April 2019 stellte BYD den bis dato längsten, rein elektrisch angetriebenen Bus vor, den BYD K12A. Der Doppelgelenkbus mit insgesamt 4 Achsen, wovon eine zweite als Antriebsachse zugeschaltet werden kann, hat eine Gesamtlänge von 27 Metern und fasst maximal 250 Passagiere. Bei einer durchschnittlichen Reichweite von 300 Kilometern entspricht das 75.000 Personenkilometer. Die Motorleistung beträgt 600 kW, womit der Bus eine Höchstgeschwindigkeit von 70 km/h erreichen kann. In Deutschland kann der Bus aufgrund seiner Länge nur mit einer Sondergenehmigung betrieben werden, da die Gesamtlänge von Bussen in EG-Richtlinien aktuell auf 18,75 Meter beschränkt ist.
Der K12A ist der erste rein elektrisch angetriebene Bus mit 4-Rad-Antrieb.
Im Oktober 2020 wurden 20 Elektrobusse vom Typ K9U bei der BOGESTRA in Gelsenkirchen und Bochum in den Liniendienst gestellt (Linie 380 in Gelsenkirchen, 354 in Bochum, Testeinsätze auf weiteren Linien geplant), ungefähr zur gleichen Zeit nahmen auch zwei Busse gleicher Bauart den Dienst bei der HCR in Herne auf. Bei der Bogestra werden die Busse zum einen an der Endhaltestelle Buer Rathaus (Linie 380) und zum anderen am Betriebshof Weitmar (Fahrzeugtausch, Linie 354) oder Betriebshof Ückendorf mit bis zu 300 kW geladen. Ende 2024 folgte eine weitere Anschaffung zweier Gelenkbusse seitens der HCR, der Einsatz im Linienbetrieb soll noch im darauffolgenden Januar beginnen.
Im Oktober 2023 wurde der neue BYD eBus B12 auf der Busworld Europe 2023 vorgestellt.

## Technik
Kernstück des Fahrzeuges ist der von BYD selbst entwickelte Lithium-Eisenphosphat-Akkumulator. Laut Herstellerangaben reicht die gespeicherte Energie, um mit dem Bus 250 Kilometer ohne Aufladen zurückzulegen.
Die Energie wird auf zwei Radnabenmotoren übertragen, bürstenlose Wechselstrom-Synchronmotoren an den Hinterrädern.
Da elektrisches Heizen die Reichweite erheblich reduziert, werden auch ebus’ angeboten, die speziell für die klimatischen Bedingungen nordischer Länder ausgelegt sind, mit Mehrscheiben-Isolierglas und einer Zusatzheizung; entsprechende Modelle versehen in Dänemark und Finnland ihren Dienst.
Die von BYD selbst entwickelte Blade-Batterie ist ein Lithium-Eisenphosphat-Akkumulator. Der Akku hat die maximale Größe von 500 kWh und bringt die 12 Meter langen Busse auf eine Reichweite von 600 km. Die 18 Meter langen Gelenkbusse werden mit einem Akku von 511 kWh Kapazität ausgestattet, die eine Reichweite von 400 km liefern. Das Aufladen erfolgt über einen Stecker wie CCS, MCS oder einen Pantographen.

## Kosten
Laut BYD spart ein eBus bei einer Laufzeit von acht Jahren bei den Energiekosten, also Stromverbrauch statt Dieselverbrauch, etwa 190.000 US-Dollar ein. Im Jahr 2012 lag der Preis für einen BYD ebus bei 380.000 Euro, etwa 100.000 Euro mehr als ein vergleichbarer Dieselbus.
Im Mai 2024 kostete der Doppeldeckerbus BYD BD11 400.000 Pfund, was etwa 470.000 Euro entspricht.
Im April 2025 kostete der 12-Meter-Bus aus Ungarn ab 285.000 Euro.
Zum Vergleich liegen die Anschaffungskosten für ein 12-Meter-Bus mit Dieselantrieb im Jahr 2023 bei 250.000 Euro und bei einem 18-Meter-Gelenkbus bei 350.000 Euro.
Der Verbrauch eines 12-Meter-Busses liegt bei etwa 100 kWh/100 km oder mehr. Der Verbrauch mit dem Skandinavien Paket (bessere Heizung, Isolierung usw.) liegt bei 130 kWh pro 100 km.
Zum Vergleich liegt der Verbrauch bei einem Stadtbus mit Dieselantrieb bei 30 bis 50 Litern pro 100 km.

## Produktion
BYD besitzt ein Werk in Ungarn in der Stadt Komárom. Dies ist ein Montagewerk, keine Produktionsstätte. Bis zum Jahr 2024 wurden dort 700 Batteriebusse gefertigt. Die Busse werden dort nur endmontiert, die Teile kommen aus China. Der lokale Zulieferanteil liegt bei etwa 30 Prozent.

## Marktentwicklung
Im Jahr 2022 verkaufte BYE 13.434 Stadtbusse in Europa. Im Jahr 2023 wurden 15.142 Linienbusse in Europa verkauft. Im ersten und zweiten Quartal 2024 waren 10 Prozent aller Neuzulassungen von batterieelektrischen Stadtbussen in Europa von BYD. Hauptabsatzmärkte in Europa waren im Jahr 2023 Ungarn, Italien, Norwegen, Schweden und Spanien. Auch in Deutschland gibt es einige Kunden. Im Mai 2024 wurde ein Auftrag über mehr als 100 batterieelektrische Doppeldeckerbusse aus Großbritannien erteilt.

## Galerie

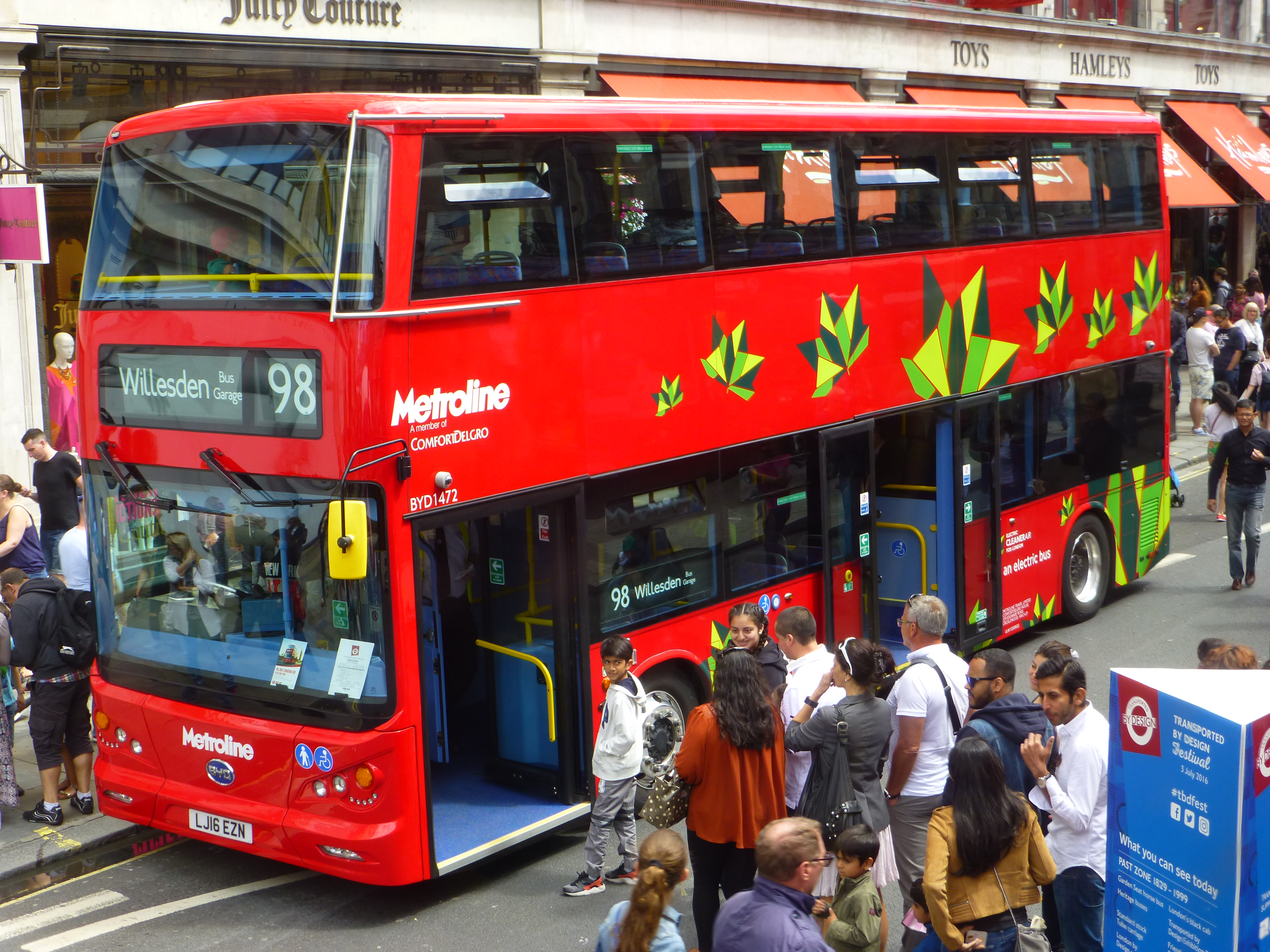
Doppeldecker BYD electric bus in London (2016)
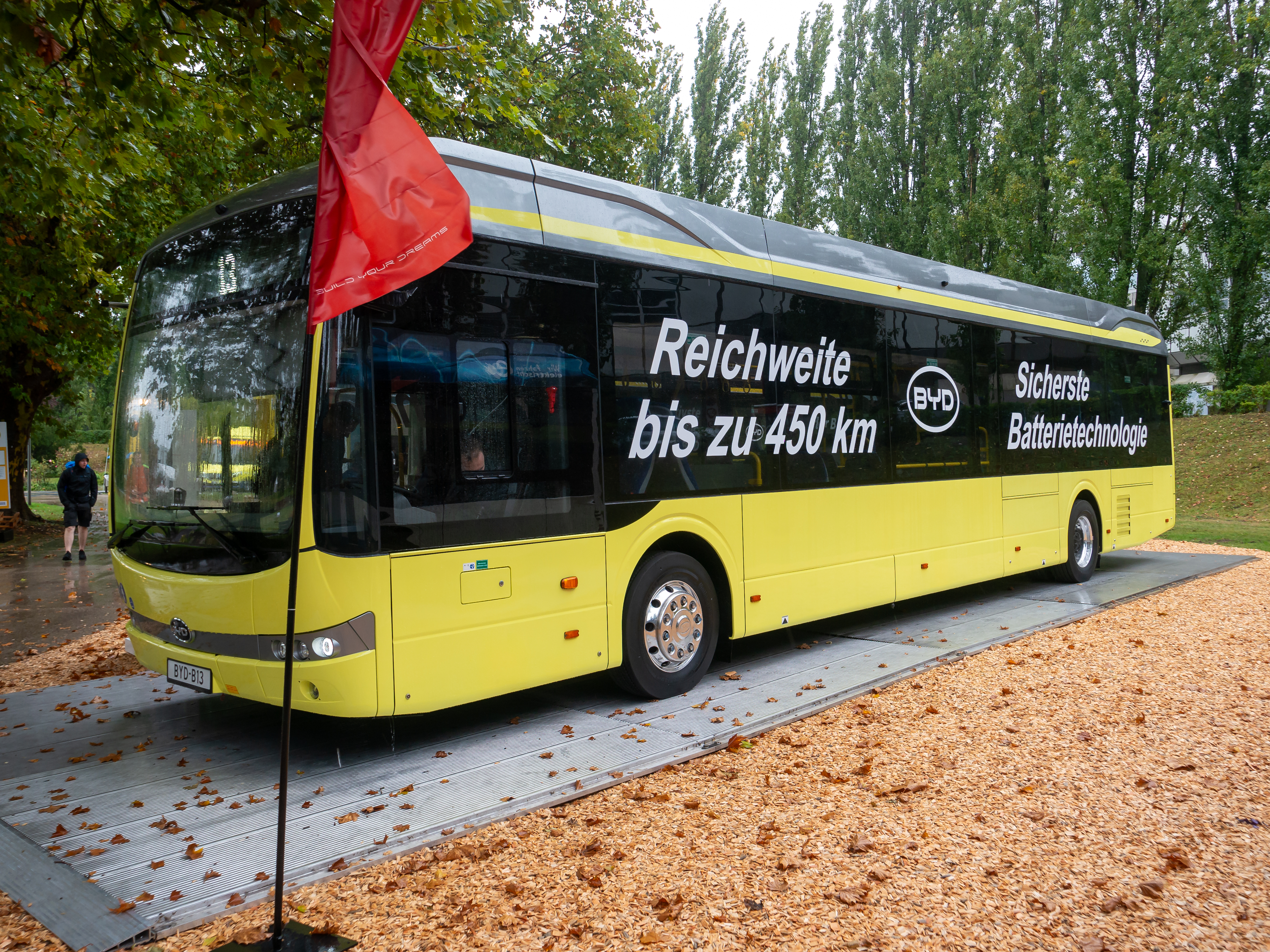
BYD eBus B13
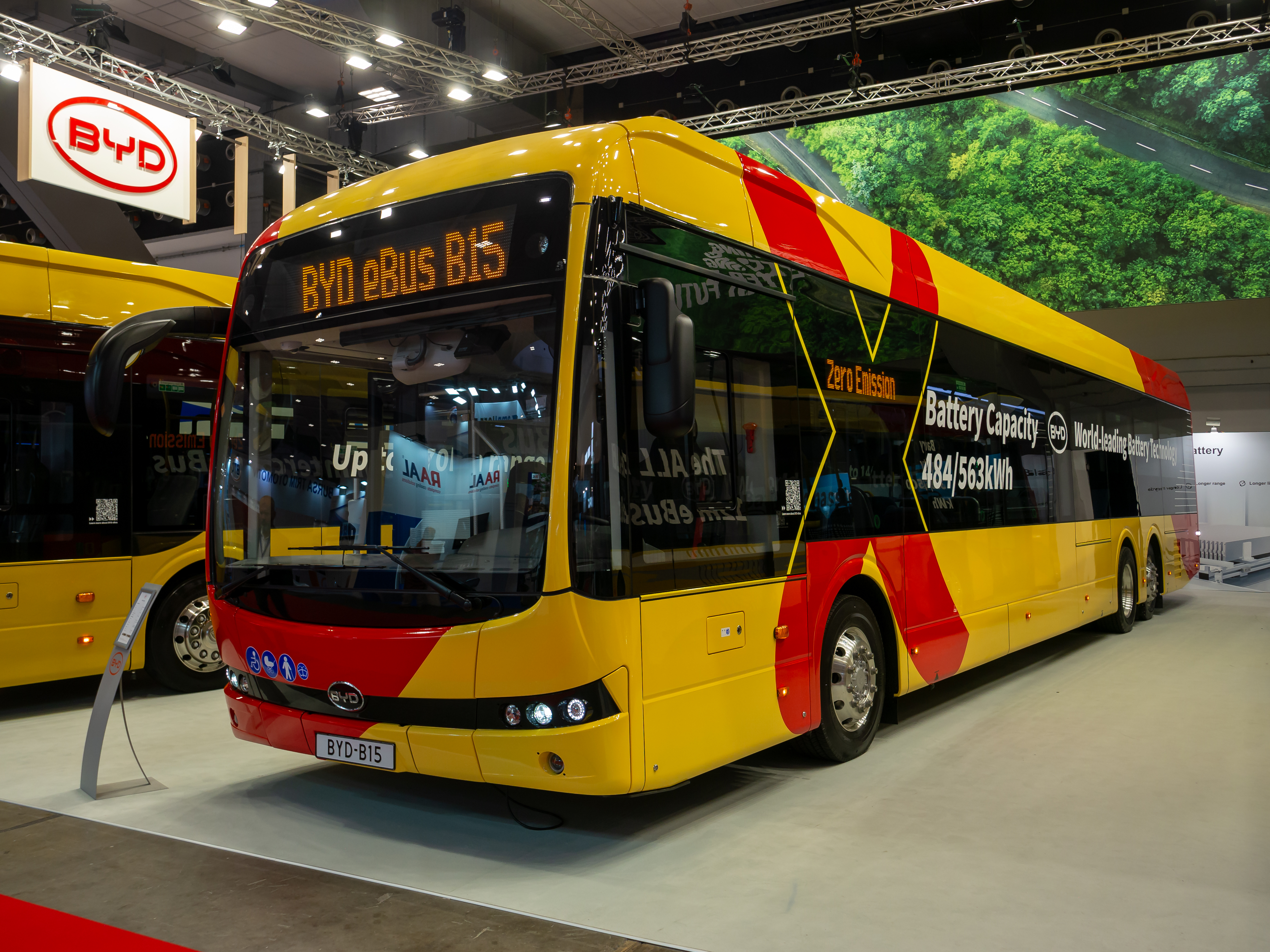
BYD eBus B15
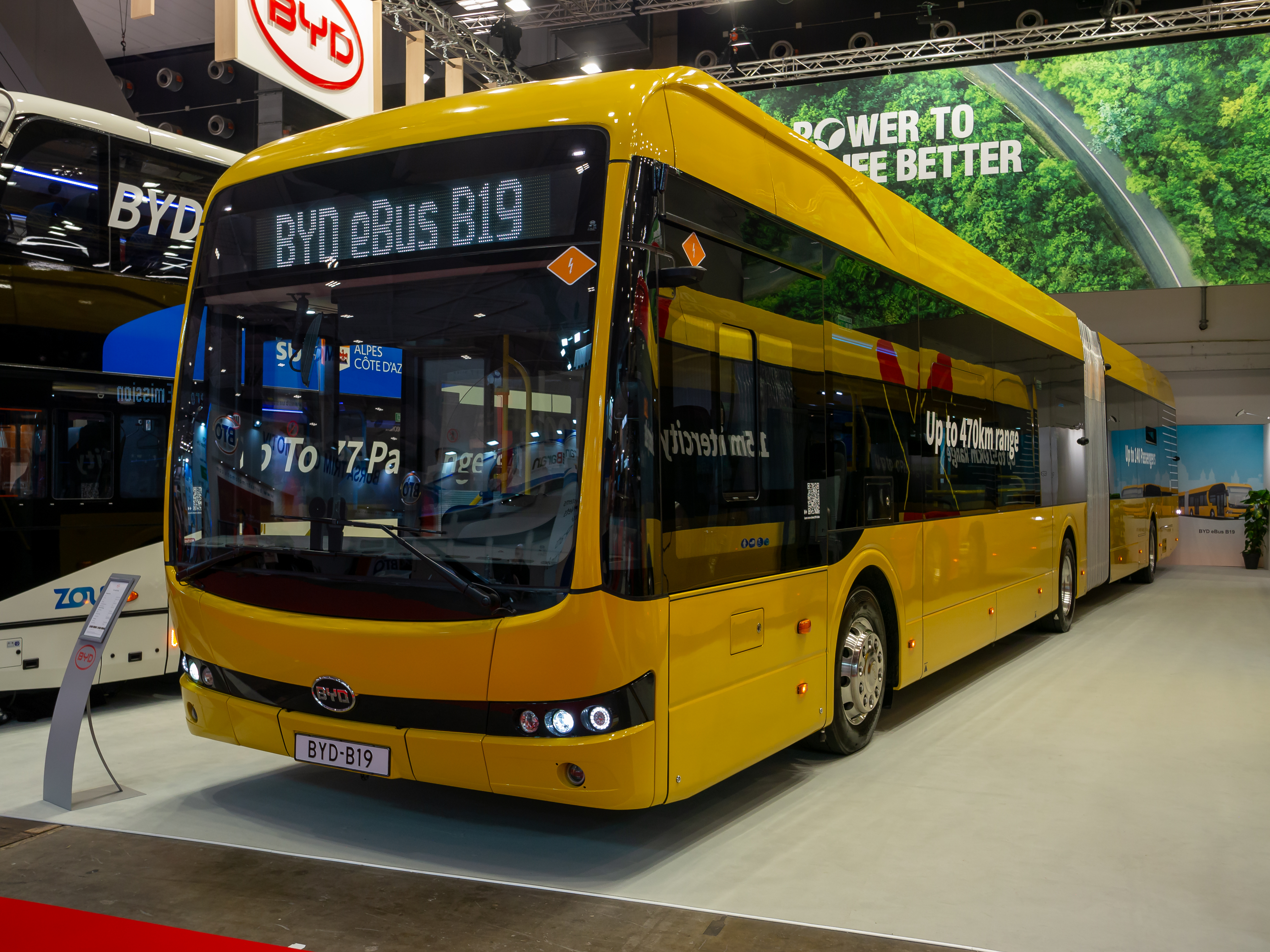
BYD eBus B19
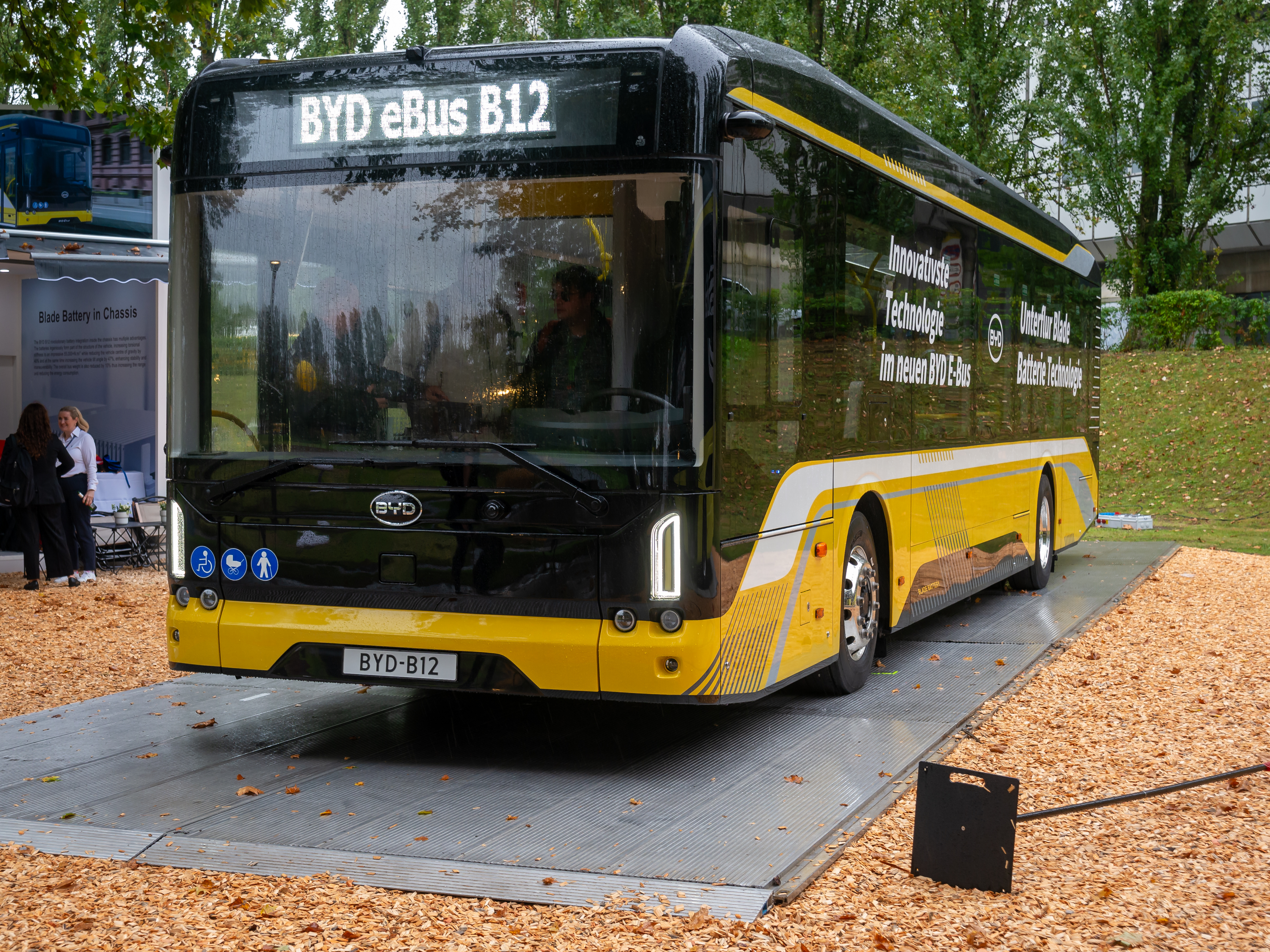
BYD eBus B12
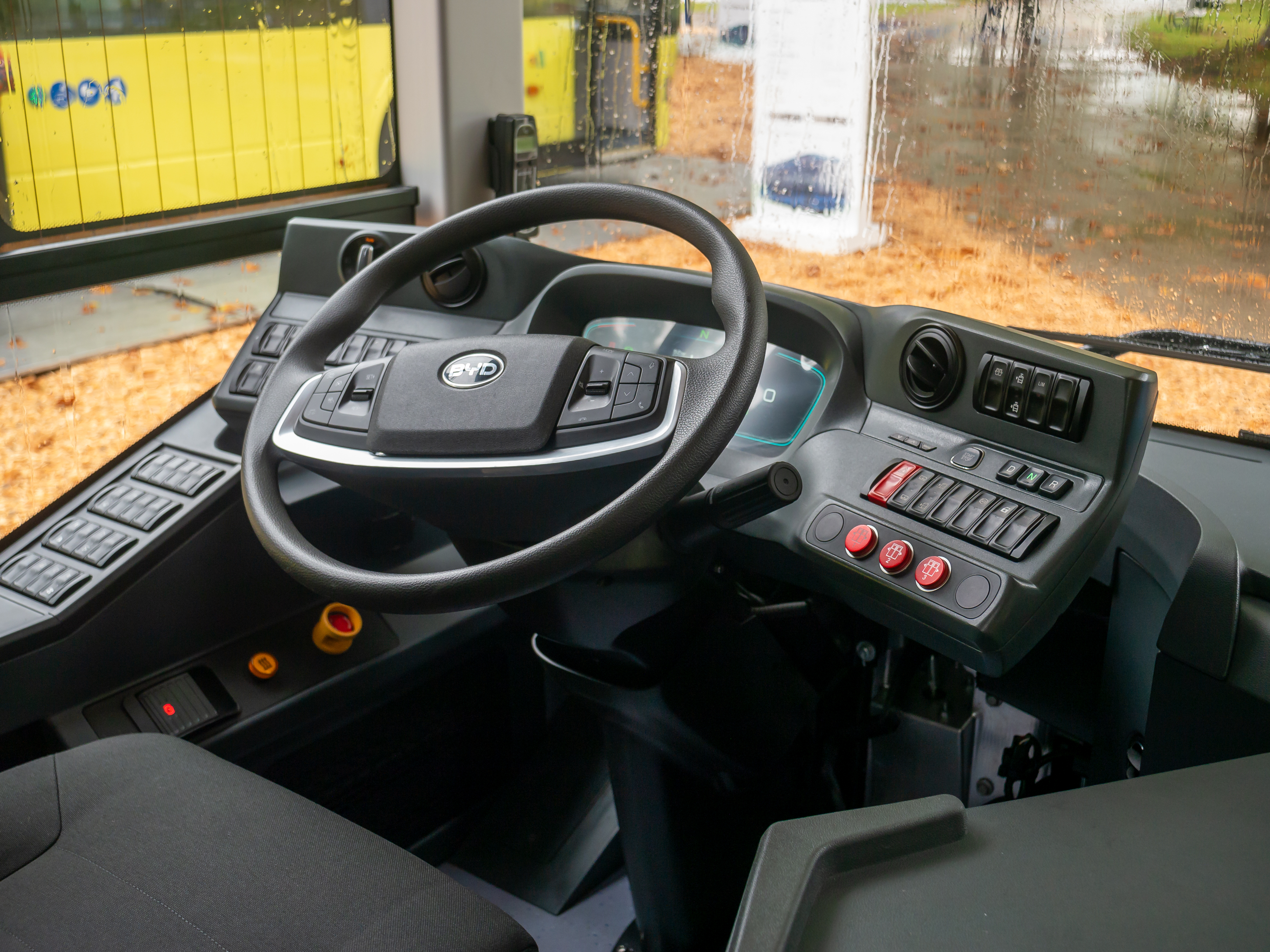
Fahrerarbeitsplatz BYD eBus B12
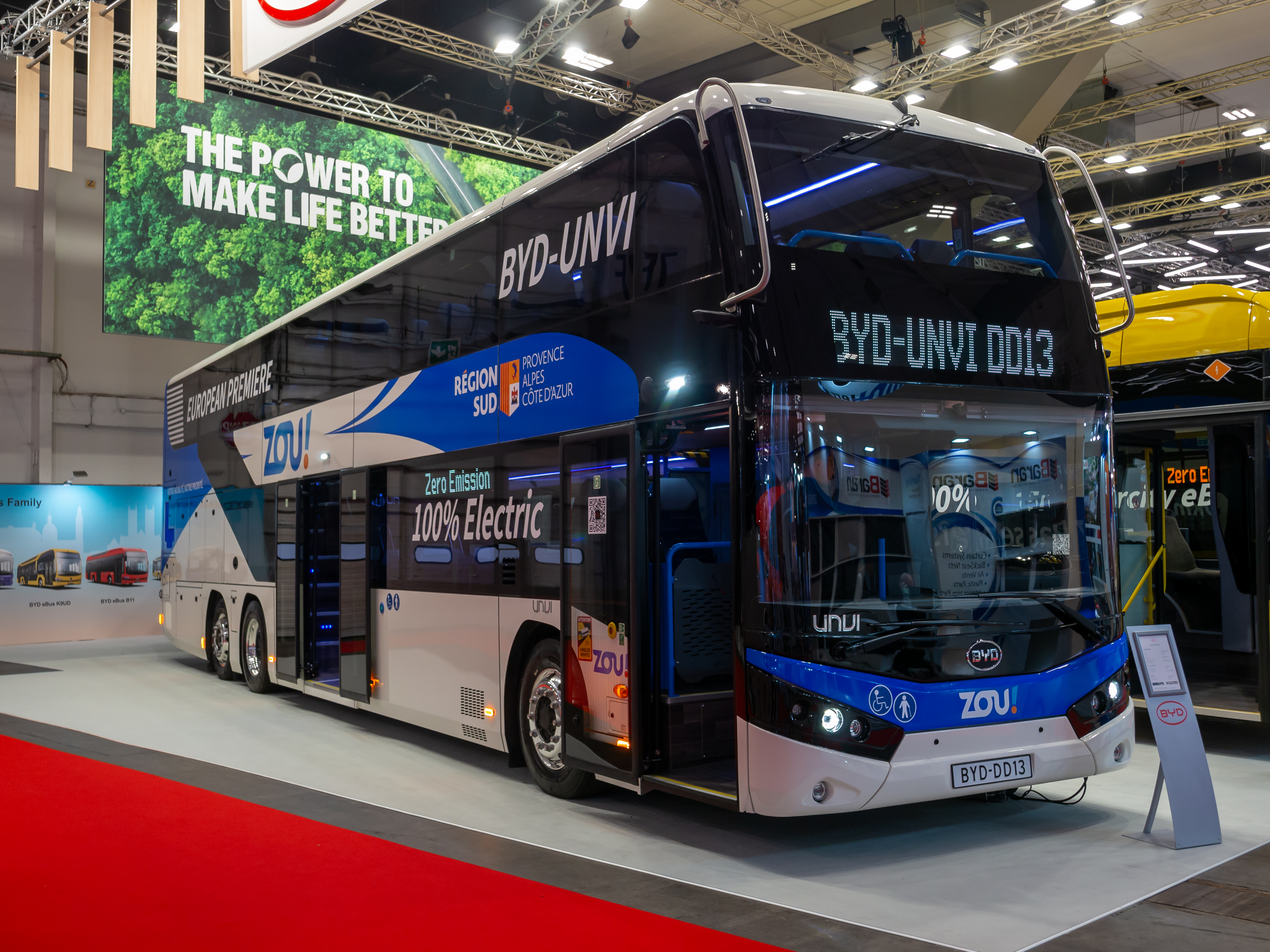
BYD / UNVI eBus Doppeldecker
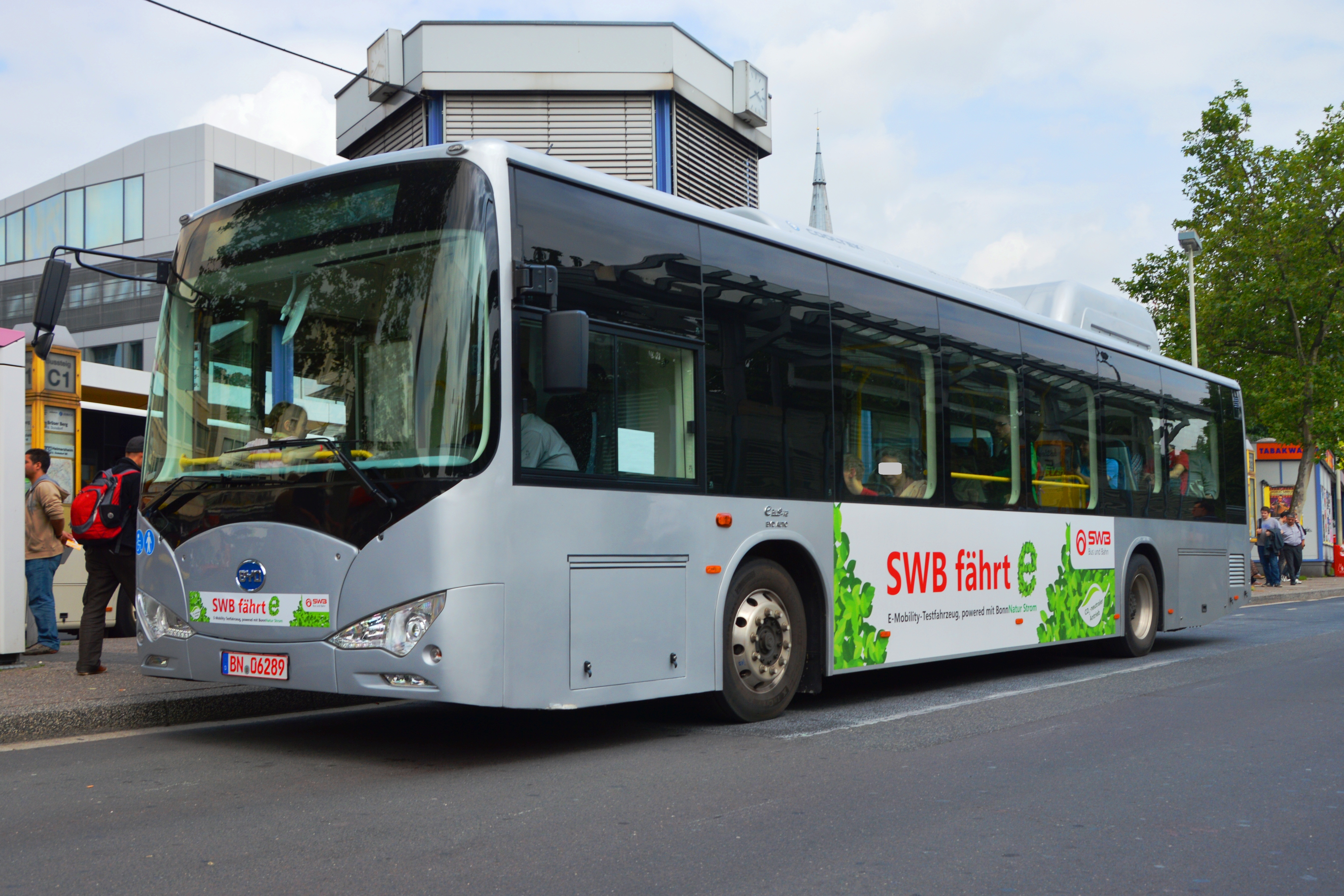
BYD ebus in Bonn, Außenansicht (2013)
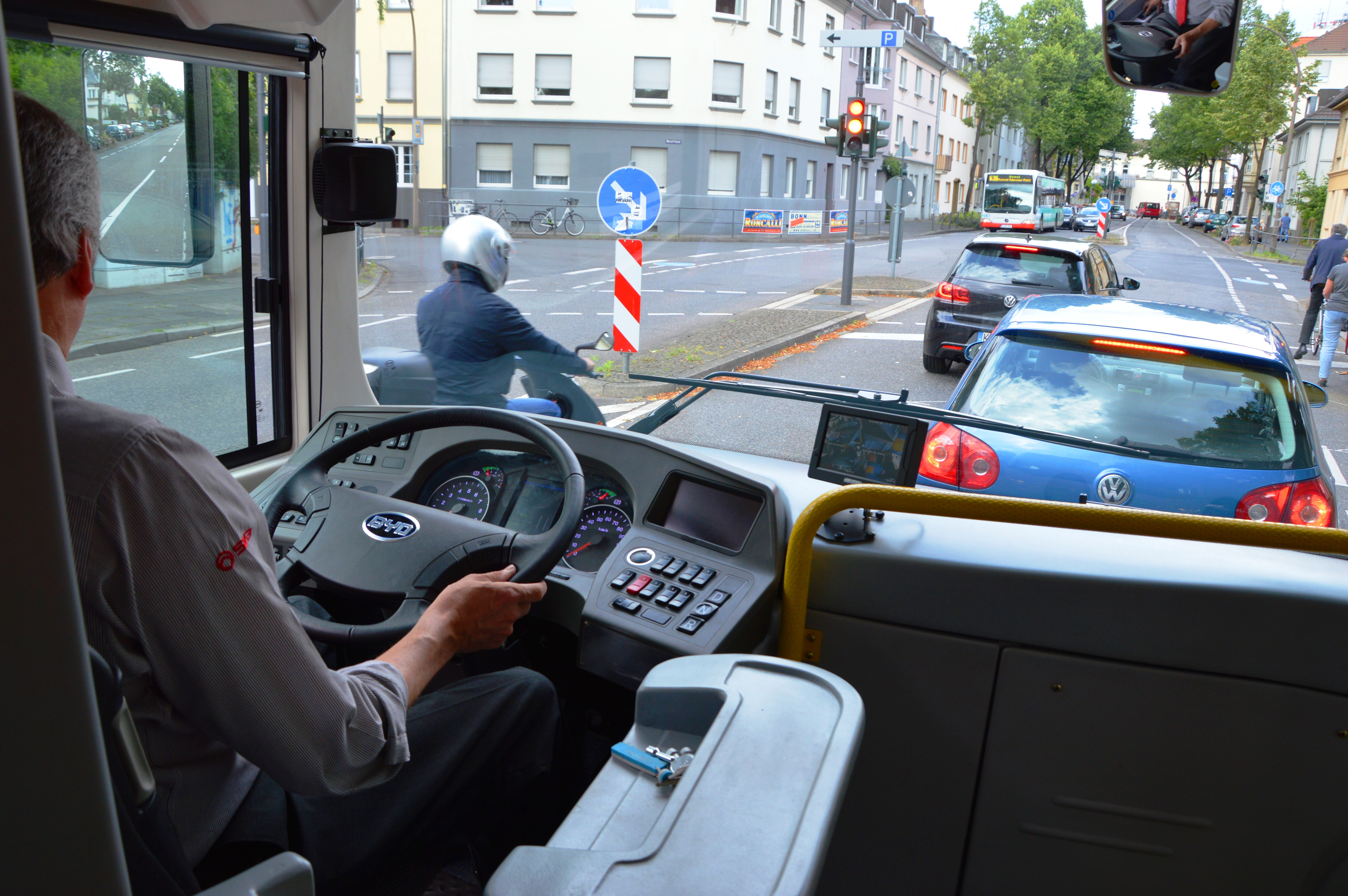
BYD ebus in Bonn, Fahreransicht (2013)
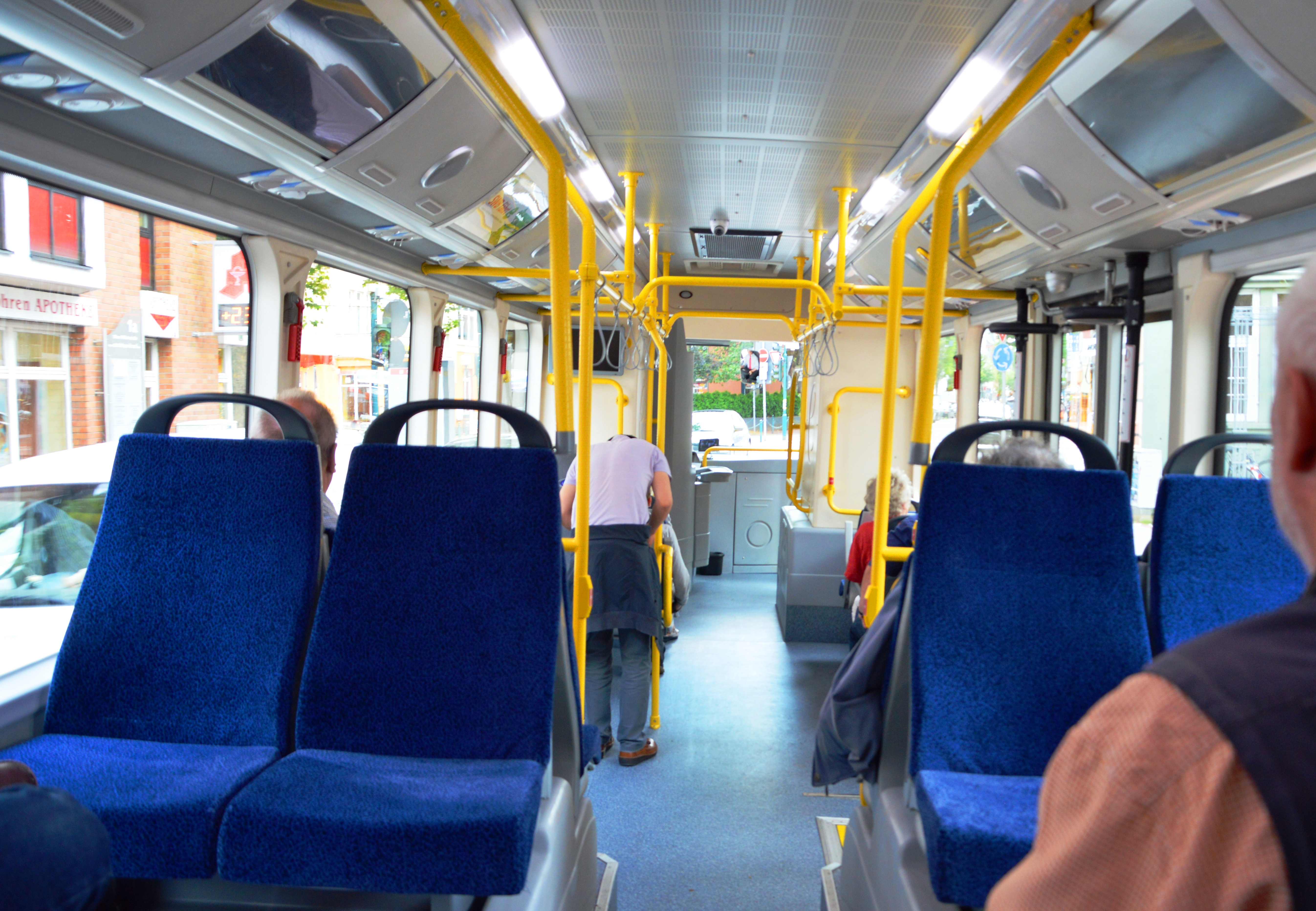
BYD ebus in Bonn, Innenansicht (2013)